# 파나군

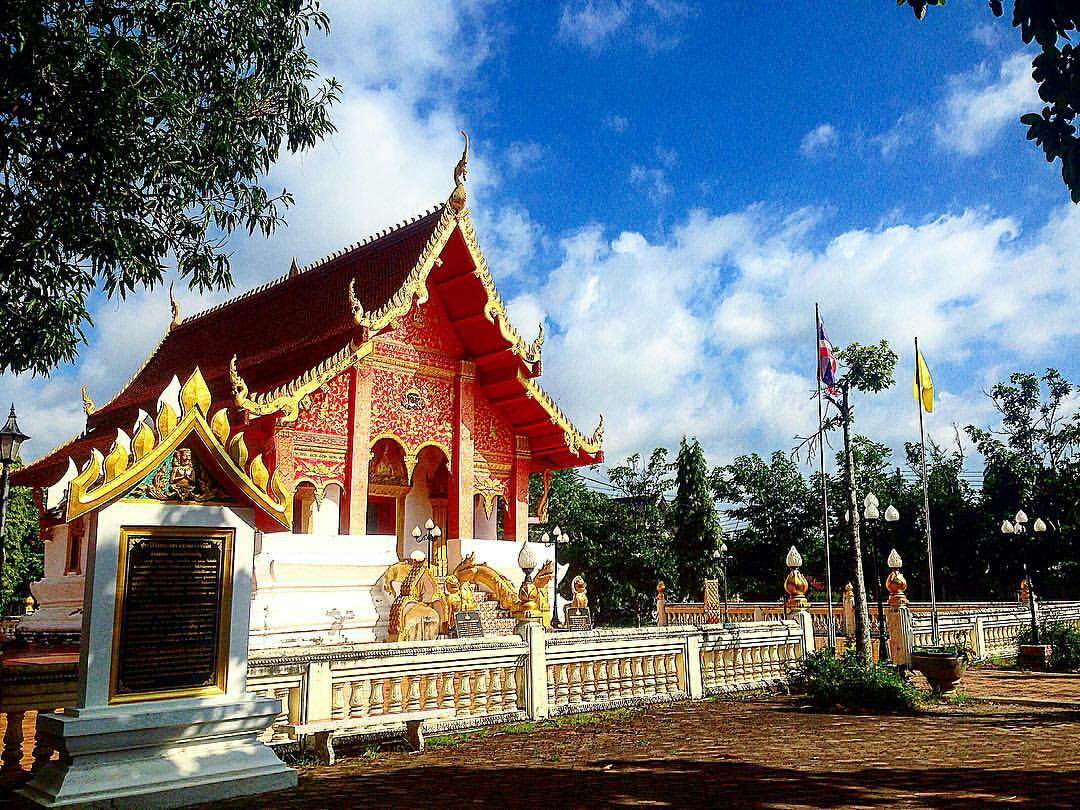

파나군은 암낫짜른주의 행정 구역이다. 이 지역의 총 인구 수는 2010년 기준으로 28001명이다. 인구 밀도는 216.2km2이다.

## 행정 구역
| 번호 | 지명     | 태국어 지명 | 빌리지 | 인구  |
| ---- | -------- | ----------- | ------ | ----- |
| 1.   | Phana    | พนา         | 11     | 4,856 |
| 2.   | Chan Lan | จานลาน      | 18     | 8,535 |
| 3.   | Mai Klon | ไม้กลอน      | 16     | 7,461 |
| 4.   | Phra Lao | พระเหลา     | 11     | 7,149 |

1. ↑  “Population statistics 2010”. Department of Provincial Administration. 2011년 9월 10일에 원본 문서에서 보존된 문서. 2011년 11월 8일에 확인함.